# Thượng viện Canada
Thượng viện Canada (tiếng Anh: Senate of Canada, tiếng Pháp: Sénat du Canada) là thượng viện của Quốc hội Canada, cùng với Hạ viện và Quân chủ (đại diện bởi Toàn quyền). Thượng viện được mô phỏng theo Hạ viện Anh và bao gồm 105 thành viên do Toàn quyền bổ nhiệm theo lời khuyên của Thủ tướng. Ghế được chỉ định trên cơ sở khu vực:bốn khu vực được định nghĩa là Ontario, Québec, các tỉnh Hàng hải và Các tỉnh miền Tây, mỗi vùng nhận được 24 ghế, với các phần còn lại của đất nước, Newfoundland và Labrador và ba vùng lãnh thổ phía bắc đã phân bổ 9 ghế còn lại ngoài các khu vực này. Thượng nghị sĩ có thể phục vụ cho đến khi họ đến 75 tuổi.
Trong khi Thượng viện là thượng viện của Quốc hội và Hạ viện là hạ viện, điều này không có nghĩa là Thượng viện có quyền lực hơn Hạ viện. Nó chỉ đòi hỏi rằng các thành viên và sĩ quan của nó vượt xa các thành viên và sĩ quan của Cộng đồng theo thứ tự ưu tiên cho các mục đích của giao thức. Là một vấn đề của thực tiễn và tùy chỉnh, Cộng đồng là phòng chiếm ưu thế. Thủ tướng và Nội các chỉ chịu trách nhiệm trước Hạ viện và chỉ ở lại văn phòng miễn là họ giữ được niềm tin của Hạ viện.
Sự chấp thuận của cả hai phòng là cần thiết cho pháp luật và do đó, Thượng viện có thể từ chối các dự luật được thông qua bởi Cộng đồng. Từ năm 1867 đến 1987, Thượng viện đã từ chối ít hơn hai dự luật mỗi năm, nhưng điều này đã tăng lên trong những năm gần đây. Mặc dù luật pháp thường có thể được đưa ra trong cả hai phòng, nhưng phần lớn các dự luật của chính phủ bắt nguồn từ Hạ viện, với Thượng viện đóng vai trò là "phòng tư tưởng tỉnh táo thứ hai" (như được gọi là bởi Ngài John A. Macdonald, thủ tướng đầu tiên của Canada).

## Lịch sử
Thượng viện được thành lập vào ngày 29 tháng 3 năm 1867, khi Quốc hội Vương quốc Anh bỏ phiếu cho Đạo luật của Bắc Mỹ thuộc Anh. Đạo luật này đã hợp nhất tỉnh Canada (hai nửa trong số đó - Đông và Tây Canada - được chia thành hai tỉnh riêng biệt tương ứng với Québec và Ontario ngày nay), New Scotland và New Brunswick thành một liên đoàn duy nhất gọi là Dominion Canada.
Quốc hội Canada được thành lập theo hệ thống Westminster (theo mô hình của Quốc hội Vương quốc Anh). Thượng viện trước tiên phải bắt chước Nhà lãnh chúa Anh và đại diện cho giới tinh hoa xã hội và kinh tế. Thủ tướng đầu tiên của Canada, Ngài John A. MacDonald, tin rằng nếu Hạ viện là đại diện đúng đắn cho người dân, thì thượng viện sẽ đại diện cho các khu vực. Thượng viện không có nghĩa là  một cơ quan sửa đổi hoặc một phanh hãm Hạ viện, vả không tỏ ra quá phổ biến và quá quyền lực và có thể ngăn cản ý chí của Hạ viện.

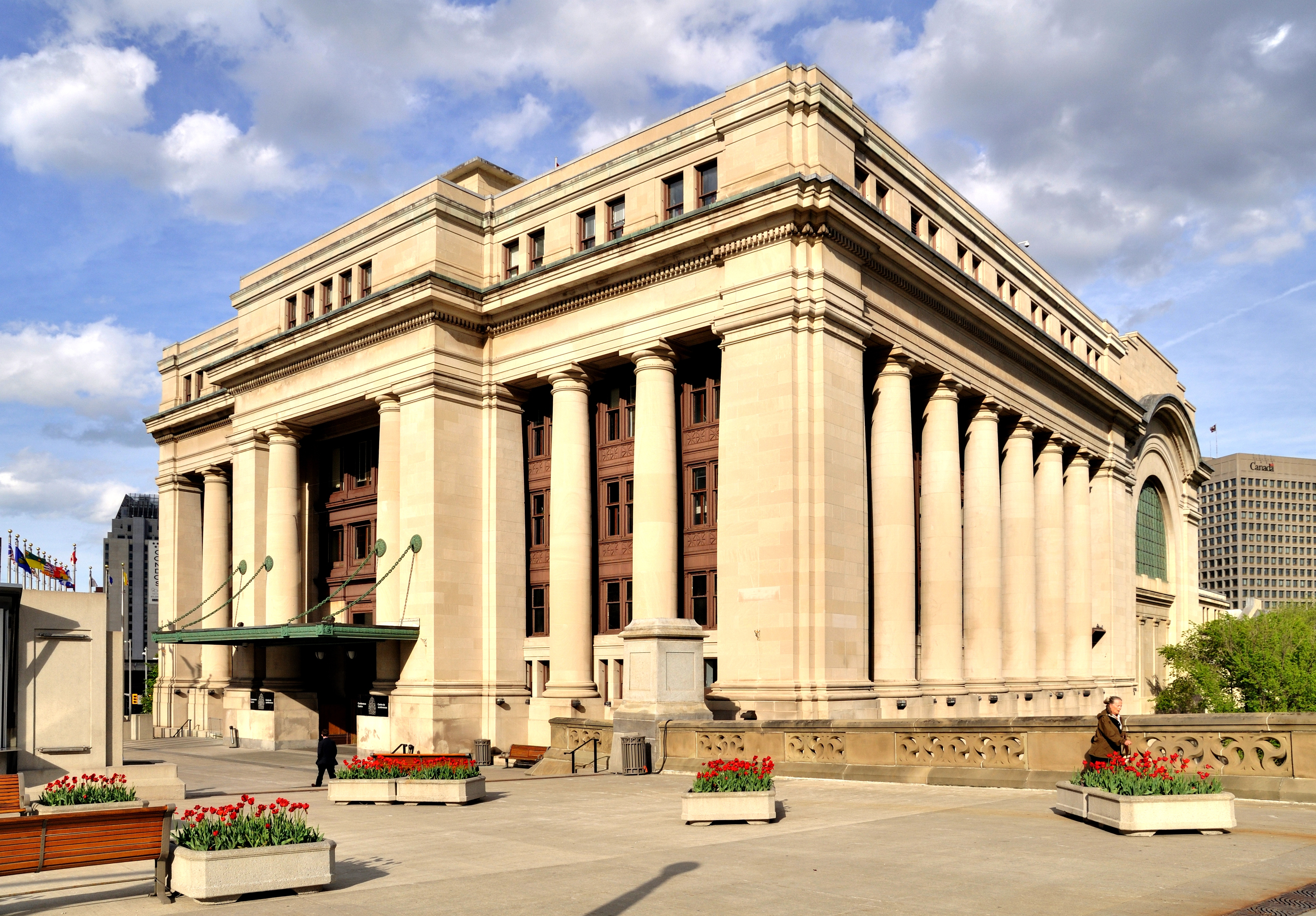
Tòa nhà nghị trường của Thượng viện tại Ottawa

Năm 1992, Canada đã tổ chức một cuộc trưng cầu dân ý về sửa đổi hiến pháp. Một phần của đề xuất sửa đổi là phương thức sản xuất các thành viên. Thủ tướng cần bổ nhiệm những người được chính quyền tỉnh đề nghị trở thành thành viên của thượng viện và các tỉnh có cùng số thành viên. Sửa đổi này đã không được thông qua.
Từ năm 1989 trở đi, Alberta sẽ tổ chức các cuộc bầu cử thượng viện cùng lúc với cuộc bầu cử cấp tỉnh. Các cử tri có quyền bầu các thành viên cấp cao của tỉnh. Chính phủ Alberta sau đó sẽ yêu cầu Thủ tướng chỉ định người được bầu khi có chỗ trống trong ghế của tỉnh. Tuy nhiên, không cần Thủ tướng chỉ định một người được bầu trong luật. Thành viên được bầu đầu tiên của Hạ viện được bổ nhiệm vào năm 1990, và sau đó Thủ tướng Harper đã đề cử bầu cử vào năm 2007 và 2011.
Để cải cách chức năng Thượng viện, Thủ tướng Canada Justin Trudeau đã chỉ định 35 thượng nghị sĩ vào tháng 3 năm 2016. 35 thượng nghị sĩ này không đảng phái và thành lập một đảng không đảng, nhưng không có lãnh đạo đảng và đảng viên.

## Thượng nghị sĩ
Toàn quyền là người duy nhất có quyền lực danh nghĩa để đề cử và phê chuẩn các thượng nghị sĩ, mặc dù hiện tại, toàn quyền chỉ phê chuẩn các ứng cử viên do thủ tướng đề nghị hoặc đề cử. Thông thường, các thủ tướng chọn các chính trị gia là thành viên của đảng chính trị của riêng họ, mặc dù đôi khi họ đề cử các chính trị gia độc lập (không có đảng chính trị) hoặc thành viên của các đảng đối lập. Các thành viên Thượng viện thường là cựu thành viên Nội các, cựu thống đốc tỉnh và các chính trị gia nổi tiếng khác.
Theo Hiến pháp Canada, mỗi tỉnh hoặc lãnh thổ có quyền đối với một số Thượng nghị sĩ. Để một người đủ điều kiện cho vị trí Thượng nghị sĩ của một tỉnh hoặc lãnh thổ nhất định, người này phải cư trú tại tỉnh hoặc lãnh thổ này. Hiến pháp Canada chia Canada thành bốn bộ phận, mỗi bộ có số lượng thượng nghị sĩ ngang nhau:24 thượng nghị sĩ cho Ontario, 24 cho Québec, 24 cho các tỉnh hàng hải (10 cho Nova Scotia, 10 cho New Brunswick và 4 cho Prince Edward Island) và 24 cho các tỉnh miền tây Canada (6 thượng nghị sĩ cho mỗi tỉnh sau:Alberta, British Columbia, Manitoba và Saskatchewan). Newfoundland và Labrador, trở thành một tỉnh của Canada chỉ vào năm 1949, không tham gia bất kỳ phân chia nào trong số này và được đại diện bởi 6 thượng nghị sĩ. Cuối cùng, mỗi vùng lãnh thổ của Canada (Nunavut, Vùng lãnh thổ Tây Bắc và Yukon) có quyền có một thượng nghị sĩ mỗi người.

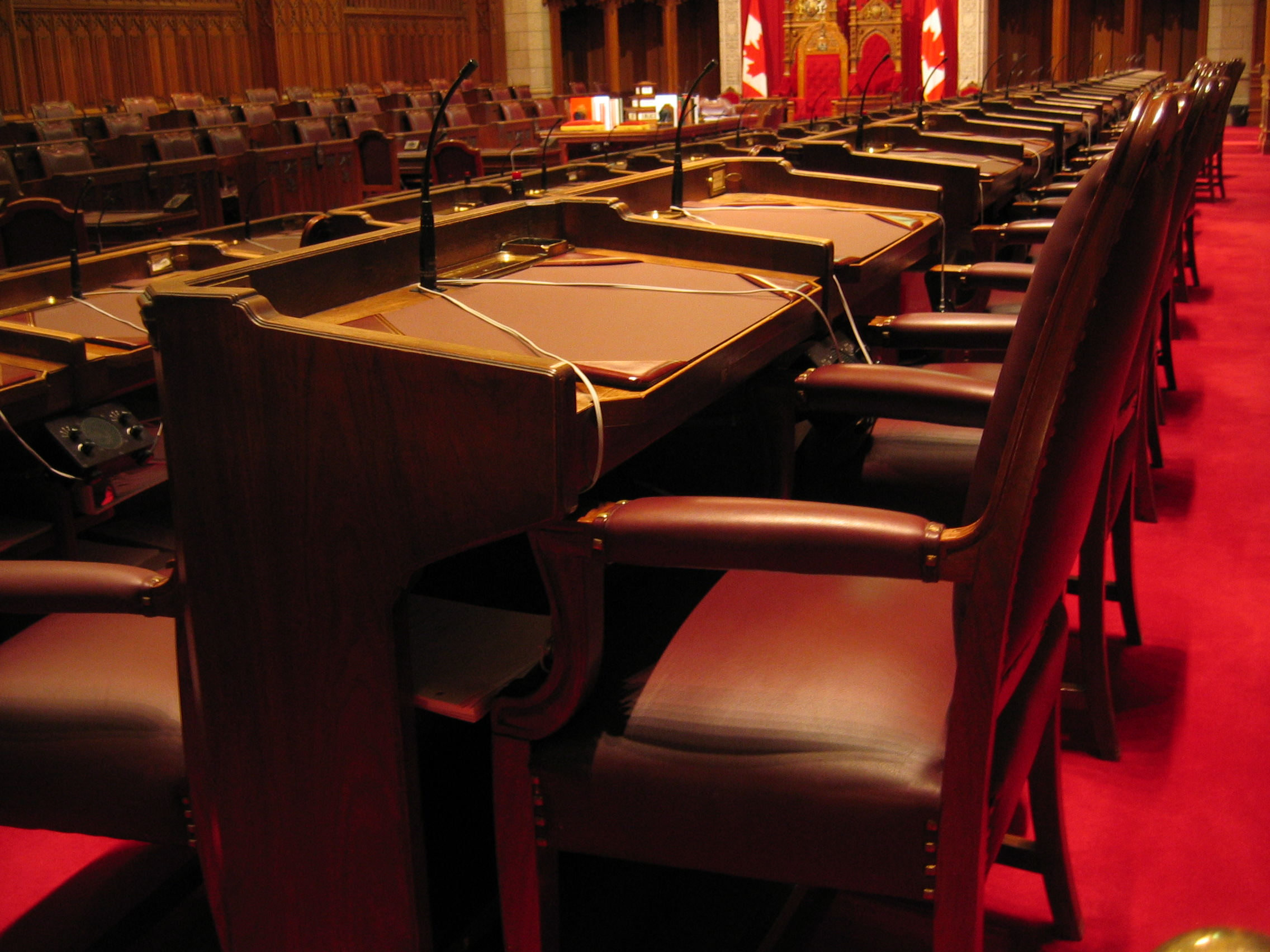
Ghế ngồi của thượng nghị sĩ trong Hội trường chính

Bộ phận này, dựa trên Hiến pháp Canada năm 1867, không đồng đều. Ontario, và các tỉnh của miền Tây Canada, có dân số tăng trưởng cao, được đại diện kém ở Thượng viện, trong khi các tỉnh hàng hải được thể hiện quá mức tại Thượng viện. Chẳng hạn, British Columbia, với dân số xấp xỉ 4 triệu người, có quyền có sáu thượng nghị sĩ, trong khi Nova Scotia, với ít hơn một triệu dân, có quyền có 10 thượng nghị sĩ. Chỉ có tỉnh Québec được đại diện tốt bởi một số thượng nghị sĩ tỷ lệ thuận với dân số của tỉnh.
Kể từ năm 1989, cử tri của tỉnh bang Alberta đã chọn " thượng nghị sĩ chờ đợi", những người được dân chúng đề cử là đúng người sẽ được thủ tướng chọn làm thượng nghị sĩ. Tuy nhiên, các cuộc bầu cử như vậy không có mối liên hệ nào với chính phủ liên bang và Thủ tướng Canada không bắt buộc phải chọn những người này do dân chúng lựa chọn. Trên thực tế, chỉ có một "thượng nghị sĩ chờ đợi", Stan Waters, được bổ nhiệm vào Thượng viện năm 1990 bởi Brian Mulroney.
Có một điều khoản hiến pháp, Mục 26 của Đạo luật Hiến pháp, trong đó, toàn quyền Canada có quyền lựa chọn từ bốn hoặcthêm tám thượng nghị sĩ. Các thượng nghị sĩ bổ sung cũng phải đại diện cho bốn bộ phận của Canada (một hoặc hai thượng nghị sĩ cho mỗi bộ phận - Ontario, Québec, Các tỉnh hàng hải và các tỉnh của phương Tây). Sự chấp thuận của nguyên thủ quốc gia Canada - quốc vương Canada là cần thiết cho hành động đó, nhưng theo quy ước, yêu cầu này của tổng thống sẽ không bị quốc vương từ chối. Như thường lệ, các thủ tướng là người yêu cầu điều khoản này (nhiệm vụ của thống đốc chỉ là danh nghĩa), với các thượng nghị sĩ bổ sung được thủ tướng lựa chọn, và sau đó được tổng thống phê chuẩn một cách tượng trưng. Điều khoản này đã được sử dụng chỉ hai lần trong lịch sử Canada. Lần đầu tiên, vào năm 1874, Thủ tướng Alexander Mackenzieđã cố gắng sử dụng Mục 26, nhưng yêu cầu của ông đã bị chính phủ Anh từ chối. Năm 1990, Thủ tướng Brian Mulroney đã gọi thành công Mục 26. Mulroney muốn bảo đảm việc thông qua dự luật tạo ra Thuế Hàng hóa và Dịch vụ (GST). 8 thượng nghị sĩ bổ sung đã cho phép GST chấp thuận bởi một đa số nhỏ trong Thượng viện.
Nhiệm kỳ của các thượng nghị sĩ ban đầu là vĩnh viễn, nghĩa là, một khi được bầu, các thượng nghị sĩ sẽ tiếp tục thực hiện văn phòng của thượng nghị sĩ - trừ khi ông quyết định từ chức. Các điều khoản của hiến pháp năm 1965, tuy nhiên, đã hạn chế các điều khoản của các thượng nghị sĩ. Các thượng nghị sĩ mới sẽ tiếp tục giao dịch của họ cho đến khi bảy mươi lăm tuổi, và các thượng nghị sĩ đã được đề cử trước khi thay đổi có thể tiếp tục tại chức khi họ tròn 75 tuổi. Một bài viết của thượng nghị sĩ trở nên tự động mơ hồ với một chính trị gia khác khi họ không tham dự hai phiên họp liên tiếp của Thượng viện. Ngoài ra, một thượng nghị sĩ bị kết tội phản quốc, tham nhũng hoặc bất kỳ tội ác ghê tởm nào, bị tuyên bố phá sảnhoặc mất khả năng thanh toán và cũng tự động mất vị trí của mình. Một thượng nghị sĩ mất vị trí của mình nếu anh ta không còn đủ điều kiện (xem bên dưới).
Các thượng nghị sĩ có quyền với tiền tố The Hon hon (bằng tiếng Anh:The Hon hon, bằng tiếng Pháp:L'honitable). Mức lương hàng năm của mỗi thượng nghị sĩ năm 2005 là 119.000 đô la Canada và có thể nhận thêm tiền lương tùy theo các văn phòng khác được thực hiện, chẳng hạn như vị trí Chủ tịch Thượng viện.

## Liên hệ với chính phủ
Không giống như Hạ viện, Thượng viện chỉ đóng vai trò rất hạn chế trong đánh giá của chính phủ. Chỉ có Hạ viện mới có thể buộc Thủ tướng Chính phủ từ chức hoặc yêu cầu giải tán Quốc hội và tổ chức các cuộc bầu cử mới bằng cách đưa ra một văn bản bầu cử khi chấp nhận bỏ phiếu bất tín nhiệm hoặc bỏ phiếu đa số đối với ngân sách chính phủ.
Hầu hết các thành viên của Hội đồng Bộ trưởng là thành viên của Hạ viện, không phải thượng nghị sĩ. Đặc biệt, tất cả các thủ tướng kể từ năm 1896 đều là đại biểu tại Hạ viện. Một hội đồng bộ trưởng điển hình có một thượng nghị sĩ - lãnh đạo chính phủ tại Thượng viện. Thỉnh thoảng, khi không có đại biểu từ bất kỳ khu vực nào trong đảng quyền lực, một thượng nghị sĩ được bổ nhiệm vào bộ để đảm bảo sự cân bằng khu vực trong chính phủ.